# Прикордонні сили безпеки
Прикордонні сили безпеки (англ. Border Security Force, BSF) — індійська прикордонна служба, яка охороняє кордони Індії з Пакистаном і Бангладеш.
Це одна зі служб центральних збройних поліцейських сил (CAPF), підпорядкована МВС.
Утворена після індо-пакистанської війни 1965 року. Наразі це найбільша у світі прикордонна служба.

## Організація
Штаб-квартира Прикордонних сил безпеки на чолі з генеральним директором розташована в Нью-Делі.
Під керівництвом генерального директорату функціонують різні дирекції, такі як операційний, адміністративний, комунікаційно-інформаційний, провізійний, кадровий, озброєння, медичний, навчальний, юридичний, фінансовий тощо. Кожну дирекцію очолює генеральний інспектор.
BSF мають два командування: Східне у Колкаті і Західне у Чандігарху. Сфера відповідальності поділена на фронтіри, у свою чергу поділені на сектори. Кожен сектор має під своїм командуванням 4–5 батальйонів піхоти, а також артилерійський, повітряний і водний підрозділи. BSF є єдиною службою Центральних збройних поліцейських сил, яка має власні авіацію та артилерію, а також однією з двох, яка має водний підрозділ (друга — Поліція індо-тибетського кордону). Всього до BSF приписані 186 батальйонів.
BSF має п'ять основних навчальних закладів і десять допоміжних навчальних центрів. Також існує кінологічна школа національного рівня для підготовки собак до піхотного патрулювання, виявлення вибухівки, вистежування тощо.
У розпорядженні BSF є унікальний для Індії газовий підрозділ англ. Tear Smoke Unit (TSU), який відповідає за виробництво боєприпасів зі сльозогінним газом для сил протидії масовим заворушенням. Значна кількість його продукції експортується в інші країни.
Три батальйони BSF, розташовані в Колкаті, Гувахаті та Патні, позначені як Національна служба реагування на стихійні лиха (англ. National Disaster Response Force, NDRF). Вони обладнані та підготовлені для протидії будь-яким стихійним лихам і катастрофам, включаючи боротьбу з РХБ-загрозами.
До BSF входить спеціалізований верблюдячий батальйон, призначений для патрулювання пустельної ділянки кордону з Пакистаном. Нараховує 1200 верблюдів і 800 вершників. Як верблюдів, так і вершників навчають в Центрі підготовки верблюдів у Джодхпурі. Втім, триває модернізація сил BSF, в ході якої верблюди на західному кордоні замінюються всюдиходами та іншими спеціалізованими засобами .

## Функції
Окрім свого першочергового обов'язку — охорони кордону — BSF на вимогу уряду штату також бере участь у підтриманні внутрішньої безпеки та інших завдань із забезпечення правопорядку.
У 1990-х роках служба була передислокована з Пенджабу в Джамму та Кашмір для боротьби з повстанцями та тероризмом, з якими не могли впоратися державна поліція та центральні резервні поліцейські сили Індії. Завдяки успішній діяльності BSF наприкінці 1990-х років діяльність повстанців вдалося значно обмежити. BSF також приписують ліквідацію Газі Баби (вождя Джаїш-е-Мухаммад, організатора нападу на індійський парламент у 2001) — в серпні 2003 року BSF здійснили рейд на схованку Баби в Срінаґарі, і він загинув перестрілці разом зі своїм заступником. Однак зі зміною тактичних і оперативних умов, а також розширенням і модернізацією державної поліції, уряд передислокував усі 60 батальйонів BSF на кордони з Пакистаном і Бангладеш, замінивши їх новими військами CRPF, які пройшли спеціалізовану підготовку з боротьби з тероризмом.

## Критика

### Канадський інцидент
У 2010 році канадські візові чиновники відхилили заяву на імміграцію відставного солдата BSF Фатеха Сінгха Пандхера, назвавши BSF «відомим жорстоким воєнізованим підрозділом, відповідальним за систематичні напади на цивільних і катування підозрюваних». Міністерство внутрішніх справ Індії, а також індійська громадськість загалом і кілька політичних партій Індії висловили обурення цим звинуваченням, назвавши його безпідставним та бездоказовим. Міністр внутрішніх справ попросив міністерство закордонних справ Індії розглянути це питання з Канадою  .
Згодом Міністерство закордонних справ Індії викликало верховного комісара Канади Джозефа Карона і висловило вимогу припинити «кричущу дискримінацію індійських служб безпеки». Уряд Канади вибачився за ці звинувачення щодо BSF. Міністр громадянства та імміграції Канади Джейсон Т. Кенні назвав подію «прикрим інцидентом, що жодним чином не відображає політику чи позицію уряду Канади» .

### Вбивства на кордоні з Бангладеш
За даними уряду Бангладеш, у 2009 році від дій BSF загинуло 136 мирних жителів цієї країни і ще 170 отримали поранення . В серпні 2008 року представники BSF Індії визнали вбивство 59 осіб (з них 34 бангладешці та 21 індієць, громадянство інших чотирьох не визначено), які намагалися нелегально перетнути кордон протягом попередніх шести місяців .
Індійські ЗМІ стверджували, що в 2001 році бангладешські прикордонники влаштували засідку та вбили 16 солдатів BSF, коли ті переслідували бангладешських контрабандистів, що тікали назад до Бангладеш, і відтоді BSF була змушена жорстко діяти проти бангладешських нелегалів .
У липні 2009 Channel 4 опублікував репортаж, у якому стверджував про «сотні» мешканців Бангладеш, вбитих BSF на кордоні. Сама BSF стверджує, що її діяльність має основною метою протидіяти нелегальній імміграції до Індії та запобігати терористичній загрозі з боку ісламістів .
Крім того, у 2010 році бангладешські ЗМІ звинуватили BSF у викраденні 5 бангладешських дітей віком від 8 до 15 років, що встановлювали рибальські сіті біля кордону у зілі Тхакургаон в Бангладеш .
У 2010 році правозахисна організація Human Rights Watch опублікувала 81-сторінковий звіт, у якому стверджувалося про «понад 900 зловживань з боку BSF» у першому десятилітті XXI століття. Доповідь було складено на основі інтерв'ю з жертвами і свідками стрілянини з боку BSF, членами самої BSF і бангладешськими прикордонниками. За даними HRW, більшість загиблих були вбиті за проникнення на територію Індії з метою викрадення худоби або контрабандної діяльності .
У лютому 2012 року сайт BSF був зламаний бангладешськими хакерами, які пізніше пояснили свої дії протестом проти вбивств бангладешців на кордоні. Сайт відновив роботу 15 лютого .